# Henriette Nissen-Saloman
Henriette Nissen-Saloman (Gotemburgo, 12 de março de 1819 - Harzburg, 27 de agosto de 1879) foi uma cantora sueca (mezzosoprano) e professora de canto. Henriette estudou com o organista Georg Günther, em Gotemburgo, antes de ir para Paris, em 1838, onde aprendeu a cantar com Manuel Garcia e a tocar piano com Frédéric Chopin. Ela estreou fazendo o papel de Adalgisa, em Don Juan, no Teatro Italiano de Paris, em 1842, viajando pela Europa de 1844 a 1855, antes de começar a trabalhar como instrutora de canto no conservatório da Ópera Italiana em São Petersburgo, Rússia, em 1859, lá permanecendo até 1873. Foi aceita como membro da Real Academia Sueca de Música em 1870 e recebeu o prêmio Litteris et Artibus em 1871. Casou-se com o compositor dinamarquês Siegfried Saloman em 1850.